# TV Show King
TV Show King é um jogo de video game de quiz desenvolvido pela Gameloft para o Nintendo Wii. O jogo foi lançado como um dos títulos de lançamento do WiiWare na América do Norte e América Latina em 12 de maio de 2008 com o valor de 1000 Wii Points. O jogo tem múltiplos reviews. TV Show King foi mais tarde relançado para iOS e Playstation 3.

## Jogabilidade
Com suporte a quatro jogadores, representados pelos Miis, os jogadores competem entre si em um desafio de três rodadas de perguntas. Num total de 3000 perguntas com uma grande variedade de assuntos, desde geografia a cultura pop.
Os jogadores recebem perguntas de multipla escolha com tempo cronometrado, eles devem escolher as respostas na tela utilizando o Wii Remote, quanto mais rápido as perguntas forem respondidas, maior a pontuação. Os jogadores podem ainda ter a chance de ganhar grandes prêmios ao girar a roda em cada rodada. No final das três rodadas, os dois jogadores com as maiores pontuações são levados ao duelo final, para determinar o vencendor.
O jogo possui ainda um modo singleplayer, chamado "Quiz Attack".

## Ligações Externas
- Página do jogo na Gameloft
- Página do jogo na Nintendo (em inglês)